# Badalucco
Badalucco (en ligur Baraüku o Bäuco) és un comune italià, situat a la regió de la Ligúria i a la província d'Imperia. El 2011 tenia 1.175 habitants.

## Geografia
El comune es troba a la vall Argentina, al nord-oest d'Imperia. Té una superfície de 16,1 km² i les frazioni d'Argallo, Ciabaudo i Zerni. Limita amb les comunes de Bajardo, Ceriana, Dolcedo, Molini di Triora, Montalto Ligure i Taggia.